# Aymen Mahious
Aymen Mahious (in arabo أيمن محيوص‎?; Taher, 15 settembre 1997) è un calciatore algerino, attaccante del JS Kabylie e della nazionale algerina.

## Carriera

### Club
In patria ha giocato con CA Batna, USM Alger e Aïn M'lila.
Nel 2023 si è trasferito in Svizzera all'Yverdon-Sport.

### Nazionale
Ha giocato nella nazionale algerina Under-23.
Il 19 ottobre 2019 ha esordito con la nazionale algerina contro il Marocco.

## Statistiche

### Cronologia presenze e reti in nazionale
| Cronologia completa delle presenze e delle reti in nazionale ― Algeria | Cronologia completa delle presenze e delle reti in nazionale ― Algeria | Cronologia completa delle presenze e delle reti in nazionale ― Algeria | Cronologia completa delle presenze e delle reti in nazionale ― Algeria | Cronologia completa delle presenze e delle reti in nazionale ― Algeria | Cronologia completa delle presenze e delle reti in nazionale ― Algeria | Cronologia completa delle presenze e delle reti in nazionale ― Algeria | Cronologia completa delle presenze e delle reti in nazionale ― Algeria |
| Data                                                                   | Città                                                                  | In casa                                                                | Risultato                                                              | Ospiti                                                                 | Competizione                                                           | Reti                                                                   | Note                                                                   |
| ---------------------------------------------------------------------- | ---------------------------------------------------------------------- | ---------------------------------------------------------------------- | ---------------------------------------------------------------------- | ---------------------------------------------------------------------- | ---------------------------------------------------------------------- | ---------------------------------------------------------------------- | ---------------------------------------------------------------------- |
| 19-10-2019                                                             | Berkane                                                                | Marocco                                                                | 3 – 0                                                                  | Algeria                                                                | Amichevole                                                             | -                                                                      | 78’                                                                    |
| 13-1-2023                                                              | Algeri                                                                 | Algeria                                                                | 1 – 0                                                                  | Libia                                                                  | Campionato delle Nazioni Africane 2022 - 1º turno                      | 1                                                                      | 61’                                                                    |
| 17-1-2023                                                              | Algeri                                                                 | Algeria                                                                | 1 – 0                                                                  | Etiopia                                                                | Campionato delle Nazioni Africane 2022 - 1º turno                      | 1                                                                      | 70’                                                                    |
| 21-1-2023                                                              | Algeri                                                                 | Algeria                                                                | 1 – 0                                                                  | Mozambico                                                              | Campionato delle Nazioni Africane 2022 - 1º turno                      | -                                                                      | 82’                                                                    |
| 27-1-2023                                                              | Algeri                                                                 | Algeria                                                                | 1 – 0                                                                  | Costa d'Avorio                                                         | Campionato delle Nazioni Africane 2022 - Quarti di finale              | 1                                                                      | 100’                                                                   |
| 31-1-2023                                                              | Algeri                                                                 | Algeria                                                                | 5 – 0                                                                  | Niger                                                                  | Campionato delle Nazioni Africane 2022 - Semifinale                    | 2                                                                      | 69’                                                                    |
| 4-2-2023                                                               | Algeri                                                                 | Algeria                                                                | 0 – 0                                                                  | Senegal                                                                | Campionato delle Nazioni Africane 2022 - Finale                        | -                                                                      |                                                                        |
| 18-6-2023                                                              | Douala                                                                 | Uganda                                                                 | 1 – 2                                                                  | Algeria                                                                | Qual. Coppa d'Africa 2023                                              | -                                                                      | 70’                                                                    |
| 7-9-2023                                                               | Annaba                                                                 | Algeria                                                                | 0 – 0                                                                  | Tanzania                                                               | Qual. Coppa d'Africa 2023                                              | -                                                                      | 68’                                                                    |
| Totale                                                                 |                                                                        | Presenze                                                               | 9                                                                      |                                                                        | Reti                                                                   | 5                                                                      |                                                                        |

## Palmarès

### Club

#### Competizioni internazionali
- Coppa della Confederazione CAF: 1

USM Alger: 2022-2023

### Individuale
- Capocannoniere del Campionato delle nazioni africane: 1

Algeria 2022 (5 reti)